# Cheyenne Records
La Cheyenne Records s.r.l. è una casa discografica italiana attiva dagli anni ottanta.

## Storia della Cheyenne Records
L'etichetta è stata fondata dai fratelli Edoardo, Eugenio e Giorgio Bennato, nel 1985, e nasce come emanazione delle Edizioni musicali Cinquantacinque, di proprietà di Edoardo Bennato; la denominazione deriva da quella dell'album realizzato nello stesso anno da Edoardo Bennato, Kaiwanna (il nome dell'omonima tribù di Pellerossa in lingua locale).
Per i primi due anni di attività, l'etichetta è stata distribuita dalla Dischi Ricordi; in seguito dalla Virgin Dischi.
Oltre che alcuni album dei fratelli Bennato, la Cheyenne Records ha pubblicato i dischi di altri artisti come Tony Cercola, Pietra Montecorvino, le statunitensi Jeannie Seely e Marva Jan Marrow, Gennaro Porcelli and the Highway 61, i demenziali Shampoo, specializzati in cover in lingua napoletana dei Beatles, la blues band Blue Stuff e i Demonilla.

## I dischi pubblicati
Per la datazione ci si basa sull'etichetta del disco, o sul vinile o, infine, sulla copertina; qualora nessuno di questi elementi avesse una datazione, ci si basa sulla numerazione del catalogo, se esistenti, vengono riportati oltre all'anno il mese e il giorno (quest'ultimo dato si trova, a volte, stampato sul vinile).

### 45 giri
| Numero di catalogo | Anno | Interprete          | Titoli                                 |
| ------------------ | ---- | ------------------- | -------------------------------------- |
| CY 551             | 1985 | Shampoo             | Ob la di - Ob la da / When I feel blue |
| CY 552             | 1987 | Rat Atà             | Rap In Ha                              |
| CY 553             | 1988 | Pietra Montecorvino | Una città che vola / Tutta pe' mme     |
| CY 554             | 1988 | Low Budget          | The Summit                             |

### CD
| Numero di catalogo | Anno | Interprete                          | Titoli                                                    |
| ------------------ | ---- | ----------------------------------- | --------------------------------------------------------- |
| CHECD 9001         | 1990 | Tony Cercola                        | Tony Cercola                                              |
| VDICD 125          | 1991 | Tony Cercola                        | Et Voilà                                                  |
| VDICD 128          | 1991 | Canoro                              | Come Noi                                                  |
| 8 34362 2          | 1995 | Canoro                              | Light (e... Diesel)                                       |
| CYR 010            | 1999 | Blue Stuff                          | Roba blues                                                |
| CYR 014            | 2004 | Joe Sarnataro e i Blue Stuff        | È asciuto pazzo 'o padrone (ristampa dal catalogo Virgin) |
| CYR 016            | 2006 | Blue Stuff                          | L'acqua è poca (ristampa dal catalogo Sony Music)         |
| CYR 018            | 2006 | Edoardo Bennato                     | ...Io c'ero...                                            |
| CYR 019            | 2005 | Edoardo Bennato                     | Viva La Mamma!                                            |
| CYR 020            | 2007 | Demonilla e Giorgio Zito            | Evoluzione                                                |
| CYR 021            | 2007 | Edoardo Bennato                     | Canzoni Tour 2007                                         |
| CYR 023            | 2007 | Blue Stuff                          | Chicago Bound (ristampa)                                  |
| CYR 024            | 2008 | Edoardo Bennato                     | Canzoni Tour 2008                                         |
| CYR 025            | 2008 | Blue Stuff                          | ...Altra gente... Altro blues...                          |
| CYR 026            | 2008 | Gennaro Porcelli and the Highway 61 | Revisiting ...!                                           |
| CYR 031            | 2009 | Dr. Sunflower Jug Band (Blue Stuff) | Krotal Oil Liniment (Patent Medicine For What Ails You)   |
| CYR 033            | 1992 | Edoardo Bennato                     | Il Paese dei Balocchi                                     |
| CYR 035            | 1998 | Edoardo Bennato                     | Sbandato                                                  |
| CYR 036            | 2010 | Blue Stuff                          | Live - Hot Chicago Blues (ristampa)                       |
| CYR 039            | 2011 | Lino Muoio                          | Mandolin Blues                                            |
| CYR 041            | 2012 | Edoardo Bennato                     | Edoardo Live - Tour 2012                                  |
| CYR 042            | 2015 | Demonilla e Giorgio Zito            | In Attesa di Giudizio                                     |
| CYR 043            | 2016 | Hadacol Special (Blue Stuff)        | N.O.La.                                                   |